# Речник косовско-метохиског дијалекта
Речник косовско-метохиског дијалекта је први спрски модерни дијалектолошки речник за који је грађу сакупљао Глигорије Елезовић од 1904. до 1928. године. Сакупљена лексика осликава говоре око Вучитрна и Пећи, па га је и примереније било назвати речником метохијско-копаоничког типа.